# Smialy József
Smialy József (Kolozsvár, 1906. június 22. – Gyergyóalfalu, 1957. január 23.) erdélyi római katolikus egyházi író.

## Életútja, munkássága
A teológiát Gyulafehérváron végezte; 1928-ban szentelték pappá. Káplán volt Gyergyóalfaluban, majd káplán és hitoktató Brassóban, hitoktató Székelyudvarhelyen és Marosvásárhelyen. 1938-tól Kajántón, 1945-től Kapnikbányán, utána Gyergyóalfaluban plébános. Innen hurcolták el 1950-ben a Duna-csatornához kényszermunkára. Szabadulása után újra Gyergyóalfalu plébánosaként szolgált haláláig.

## Kötetei
- A kis Jézus első győzelme (karácsonyi pásztorjáték, Szatmárnémeti, 1929);
- Rózsaesőben. Lisieux-i Szent Teréz csodatettei elbeszélések alakjában. (Kolozsvár, 1931).